# Daira
Daira (лат.) — род крабов, единственный в составе семейства Dairidae из подсекции Heterotremata. Известно 2 современных и несколько ископаемых видов. Считается живым ископаемым.

## Описание
Карапакс поперечно овальный или шестиугольный; поверхность симметрично и густо покрыта выдающимися, округлыми бугорками у Daira (или перфорированными везикулярными бугорками у сходного рода Dairoides); области карапракса более или менее сильно выражены и подразделены, разделены глубокими бороздами (области менее хорошо выражены у Dairoides), но поверхность отмечена некоторыми размытыми бороздами. Переднебоковые края дугообразные, регулярно бугорчатые, но без четко выраженных зубцов у Daira, или с тремя зубцами, последний из которых широкий и выступает латерально. Рострум более или менее дефлексирован, либо двулопастной и округлый, либо трехзубчатый. Антеннулы складываются косо. Базальный членик антенны очень короткий, не достигает внутреннего края орбиты. Хелипеды неравные; пальцы либо ложковидные, либо острые; поверхность с дольками или шипиками. Ходильные ноги густо покрыты волосками; мерус гребневидный, зубчатый или шиповатый; остальные сегменты с шипиками. Брюшко самца 7-сегментное. Второй гонопод самца длинный, с длинным и хлыстообразным жгутиком; отверстия самца коксальные; отверстия самки стернальные.
- Daira perlata
- †Daira speciosa

## Классификация
Род включает два современных и несколько ископаемых видов. Семейство Dairidae вместе с Dacryopilumnidae Serène, 1984 выделяется в надсемейство Dairidoidea Serène, 1965 из подсекции Heterotremata.
Статус двух родов, которые ранее относили к семейству Dairidae, Daira de Haan, 1833 и Dairoides Stebbing, 1920, был предметом некоторых споров. Оба рода обычно рассматривались как ксантоидные (Xanthidae), но Сакаи (1938, 1976) считал, что Dairoides более уместно поместить в Parthenopidae. Guinot (1967) показал близкое родство между этими двумя родами. Впоследствии Нг и Родригес (Ng & Rodriguez, 1986) решили, что статус отдельного семейства является оправданным, особенно отмечая значение длинного и похожего на хлыст жгутика второго гонопода самца. Позднее признали, что Daira и Dairoides имеют родство с Parthenopoidea, хотя, как отмечают Guinot & Bouchard (1998: 657), точные отношения все еще требуют уточнения. В классификациях 2008—2009 годов род Dairoides рассматривают в составе монотипического семейства Dairoididae Števčić, 2005 из надсемейства Eriphioidea).
- Daira americana Stimpson, 1860
- †Daira coccoi Beschin, De Angeli, Checchi & Zarantonello, 2012[13]
- †Daira corallina Ferratges, Zamora & Aurell, 2020[14]
- †Daira coronata Beschin, De Angeli, Checchi & Zarantonello, 2005[15]
- †Daira depressa (A. Milne-Edwards, 1865)
- †Daira eocenica (Lőrenthey, 1897)
- †Daira iugata Beschin, Busulini & Tessier in Beschin, Busulini, Fornaciari, Papazzoni & Tessier, 2018[16]
- Daira perlata (Herbst, 1790)
- †Daira pseudovulgaris Beschin, Busulini & Tessier in Beschin, Busulini, Fornaciari, Papazzoni & Tessier, 2018[16]
- †Daira salebrosa Beschin, Busulini, De Angeli & Tessier, 2002
- †Daira sicula (Di Salvo, 1933)
- †Daira speciosa (Reuss, 1871)
- †Daira vestenanovensis Beschin, Busulini & Tessier, 2015[17]
- †Daira vulgaris Portell & Collins, 2004